# 分享 (2019年電影)
《分享》（英語：Share）是皮帕·比安科執導和編劇的2019年成年劇情片，改編自比安科同名短片。影片由瑞安·巴雷托、查理·普拉瑪、普爾娜·雅格娜森、J·C·麥肯齊、尼可拉斯·葛拉辛和洛薇·席夢主演。
電影於2019年1月25日在圣丹斯电影节舉行世界首映，並於2019年7月27日由HBO电影發行。

## 劇情
16歲的女孩曼迪（Mandy）收到朋友發來的視頻短信。她在視頻中明顯昏迷不醒，褲子被拉下來，身旁圍著在咯咯笑的男生。這些她都不記得，但試圖找出發生什麼事時就被排斥。

## 外部連結
- 互联网电影数据库（IMDb）上《分享》的资料（英文）
- 爛番茄上《分享》的資料（英文）